# Liste der Straßen und Plätze in Berlin-Friedrichshagen

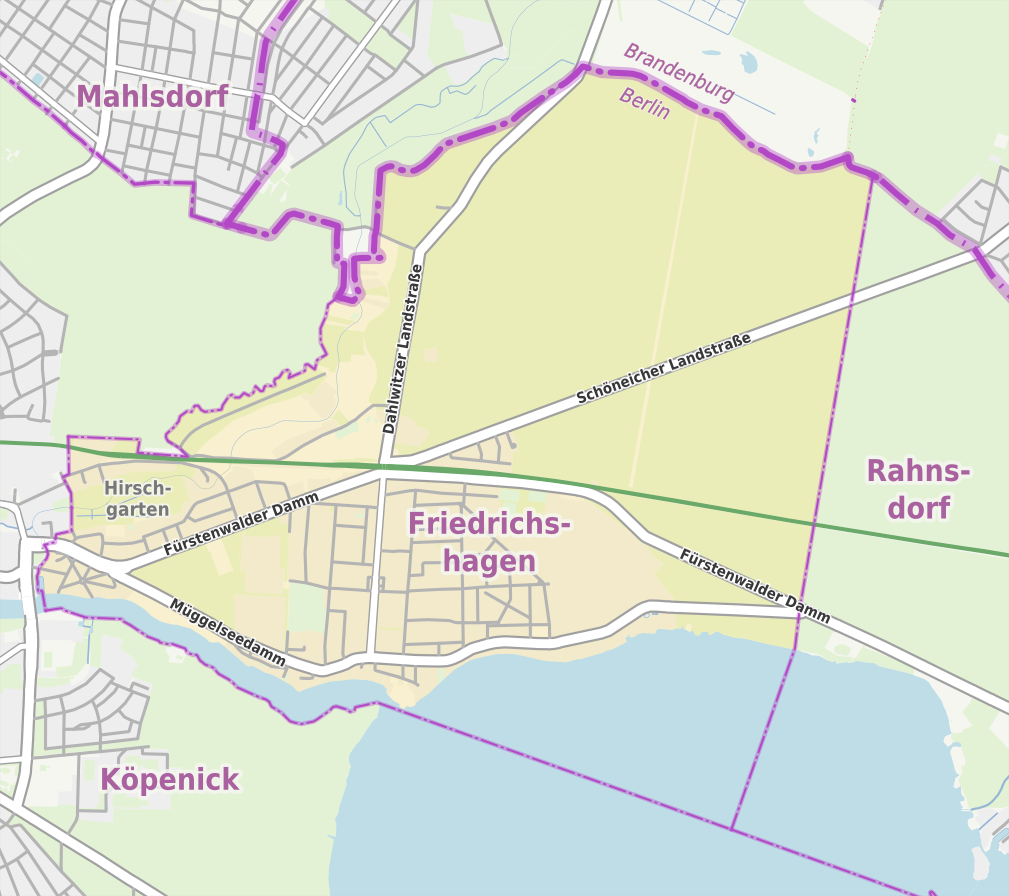
Übersichtskarte von Berlin-Friedrichshagen

Die Liste der Straßen und Plätze in Berlin-Friedrichshagen beschreibt das Straßensystem im Berliner Ortsteil Friedrichshagen mit den entsprechenden historischen Bezügen. Gleichzeitig ist diese Zusammenstellung ein Teil der Listen aller Berliner Straßen und Plätze.

## Überblick
Der Ortsteil Friedrichshagen entstand aus einer per königlichen Order eingerichteten Spinnercolonie bei Cöpenick. Eingewanderte Spinner aus Böhmen und Schlesien wurden hier angesiedelt und erhielten am 31. Mai 1753 die Gründungsurkunde für das Dorf.
Die meisten Straßen wurden um eine Hauptstraße herum projektiert, die zuerst Dorfstraße, später Friedrichstraße zu Ehren des Gründers Friedrich II. genannt wurde (seit 1947: Bölschestraße). Auf den Straßenausbau hatten verschiedene Bauphasen, teilweise von Privatpersonen wie dem Bankier Albert Hirte, teilweise von Wohnungsbauvereinen finanziert, großen Einfluss. Die Mittelheide, die Krummendammer Heide, die Erpeniederung, der Große Müggelsee, der Lauf der Spree sowie die Ende des 19. Jahrhunderts gebaute Eisenbahnlinie begrenzten die flächenmäßige Ausdehnung, nördlich der Bahnstrecke liegen deshalb kaum Verkehrsstraßen.
Zu Beginn des 20. Jahrhunderts wurde Friedrichshagen wegen seiner Naturnähe zu einem beliebten Ausflugsziel der Berliner, was die Wohnsituation nachdrücklich prägte. Die Ausdehnung erfolgte nach Westen mit den neuen Straßen der Westend-Siedlung. Noch weiter westlich befindet sich die Ortslage Hirschgarten.
Im Zweiten Weltkrieg blieb Friedrichshagen weitestgehend unzerstört, wodurch zahlreiche Wohngebäude entlang der wichtigsten Straßen erhalten blieben und seit den 1970er Jahren unter Denkmalschutz gestellt wurden. Auch im 21. Jahrhundert zeigt sich der Ortsteil Friedrichshagen noch als relativ geschlossene Anlage, zwischen dem Straßenzug Fürstenwalder Damm/Schöneicher Straße und Müggelseedamm hingestreckt.
Friedrichshagen hat 19.036 Einwohner (Stand: 31. Dezember 2024) und umfasst den Postleitzahlenbereich 12587. Das Straßensystem im Ortsteil besteht aus 75 gewidmeten Straßen und zwei (ausgewiesenen) Plätzen. Von diesen Straßen verlaufen sechs teilweise in den Nachbarortsteilen unter dem gleichen Namen weiter. Die Gesamtlänge aller Straßen beträgt im Ortsteil 42,8 Kilometer.
Im Ortsteil sind zehn Straßen nach Gewässern der damaligen Mark Brandenburg benannt, 23 Straßen bezeichnen regionale landschaftliche Besonderheiten oder Richtungen zu Nachbarorten, 13 Straßen beziehen sich auf regional bedeutende Persönlichkeiten, 14 Straßennamen ehren überregionale Politiker oder Künstler/Schriftsteller, acht Straßennamen beziehen sich auf Ortschaften aus Ost- und Westpreußen und zehn Straßen wurden nach 1945 im Zeitgeist umbenannt. Auf Grund der Feuchtwiese um die Erpe oder auch der vielen Grünflächen setzen sich viele Fahrstraßen noch als Fuß- oder Wanderweg mit gleichen Namen fort. Auch die Namenssuffixe wie -pfad, -gang, -steig sind auf die grüne Lage des Ortsteils und die Besiedlungsgeschichte zurückzuführen.

## Übersicht der Straßen und Plätze
Die nachfolgende Tabelle gibt eine Übersicht über die vorhandenen Straßen und Plätze im Ortsteil sowie einige dazugehörige Informationen.
- Name/Lage: aktuelle Bezeichnung der Straße oder des Platzes. Über den Link Lage kann die Straße oder der Platz auf verschiedenen Kartendiensten angezeigt werden. Die Geoposition gibt die Lage der ungefähren Mitte der Straßenlänge an.
- Im amtlichen Straßenverzeichnis nicht aufgeführte Verkehrswege sind mit * gekennzeichnet.
- Ehemalige oder nicht mehr gültige Straßennamen sind kursiv gesetzt. Für bedeutende ehemalige Straßen oder historische Straßennamen ist gegebenenfalls eine gesonderte Liste vorhanden.
- Länge/Maße in Metern:
Die in der Übersicht enthaltenen Längenangaben sind  gerundete Übersichtswerte, die in Google Earth mit dem dortigen Maßstab ermittelt wurden. Sie dienen Vergleichszwecken und werden, sofern amtliche Werte bekannt sind, ausgetauscht und gesondert gekennzeichnet.
Bei Plätzen sind die Maße in der Form a × b für rechteckige Anlagen und für (ungefähr) dreieckige Anlagen als a × b × c mit a als längster Seite angegeben.
Sofern die Straße auch in benachbarte Ortsteile weiterführt, gibt der Zusatz ‚im Ortsteil‘ an, wie lang der Straßenabschnitt innerhalb des Ortsteils dieses Artikels ist.
- Namensherkunft: Ursprung oder Bezug des Namens.
- Anmerkungen: weitere Informationen über anliegende Baudenkmale oder Institutionen, die Geschichte der Straße und historische Bezeichnungen.
- Bild: Foto der Straße oder eines anliegenden Objektes.

| Name/Lage                              | Länge/Maße (in Metern)                                    | Namensherkunft | Datum der Benennung                                                         | Anmerkungen | Bild |
| -------------------------------------- | --------------------------------------------------------- | --- | --------------------------------------------------------------------------- | --- | --- |
| Ahornallee (Lage)                      | 0520                                                      | Ahorne, Laubbaumart, zu Beginn des 20. Jahrhunderts als Straßenbäume hier angepflanzt | um 1881                                                                     | Die Ahornallee, wohl im Rahmen der Bebauung des Gebietes um 1873 angelegt, wurde anlässlich der Reichstagswahl im Oktober 1881 erstmals amtlich dokumentiert. Sie ist ein Nordsüd-Straßenzug zwischen dem östlichen Teilstück des Fürstenwalder Damms (Lindenallee) und Aßmannstraße | Berlin-Friedrichshagen Ahornallee |
| Ahornweg (Lage)                        | 0260                                                      | Ahorne, Laubbaumart | um 1870                                                                     | Der Ahornweg wurde bereits um 1870 angelegt, als der Bankier Albert Hirte eine Villenkolonie errichten ließ. Dieser Weg geht wie die gleichnamige Allee ebenfalls südwärts vom Fürstenwalder Damm ab, jedoch von dessen westlichem Teilstück. Er läuft direkt auf die Spreepromenade zu. | Berlin-Friedrichshagen Ahornweg |
| Albert-Schweitzer-Straße (Lage)        | 0350                                                      | Albert Schweitzer (1875–1965), Arzt und Theologe | 18. Nov. 1966                                                               | Nach dem Köpenicker Bebauungsplan von 1896 wurde die Straße aus den ersten Straße 8 und Straße 10 zusammengelegt. Der Verlauf wurde mit der Errichtung der Neubauviertel zwischen Bölschestraße und Peter-Hille-Straße in den 1960ern geändert und ein passender Name verliehen. | Albert-Schweitzer-Straße |
| Am Damm (Lage)                         | 0420                                                      | Bahndamm, zu dem der Verkehrsweg nördlich parallel verläuft | 22. Jan. 1924                                                               | Im Zusammenhang mit dem Bau der Eisenbahnstrecke Berlin–Frankfurt (Oder) wurde der nördliche Bereich von Köpenicker Territorium abgetrennt, für das 1919 ein neues Straßensystem projektiert wurde. Die Straße erhielt zunächst die Bezeichnung Straße 3. Sie geht südostwärts von der Schöneicher Straße ab und ist eine Einbahnstraße. | Am Damm |
| Am Goldmannpark (Lage)                 | 0700                                                      | Wilhelm Goldmann (1833–1931), Berliner Bankier, der 1914 der Gemeinde Friedrichshagen den Park stiftete; zur Zeit der Namensgebung Rentier                                                              | 10. Apr. 1931                                                               | Die Straße Am Goldmannpark wurde aus der Kurzen Straße (um 1856–1931), Goldmannpark (1914–1931) und Gneisenaustraße (1914–1931) zusammengefügt. Nach dem Zweiten Weltkrieg erhielt sie den Namen des Widerstandskämpfers Karl Frank, der jedoch 1948 amtlich nicht bestätigt wurde. Der West-Ost-Straßenzug verbindet die Bölschestraße über die Hartlebenstraße hinaus mit dem Sportplatz des Friedrichshagener SV. Sie verläuft nördlich des namensgebenden Parks. | Berlin-Friedrichshagen Am Goldmannpark · Berlin-Friedrichshagen Am Goldmannpark                                                                                 |
| Am Wiesenrain (Lage)                   | 1090                                                      | Wiesen, die entlang der Erpe liegen | 24. Juni 1960                                                               | Die Straße Am Wiesenrain beginnt an der Hirschgartenstraße und führt am S-Bahnhof Hirschgarten vorbei. Die Fahrbahn verzweigt sich, der östliche Teil führt auf einer Brücke über das Mühlenfließ (die Erpe) zum Stillerweg. Nach Überquerung dieses Flüsschens setzt sie sich südwärts als Mühlweg fort. Die Straße gehörte ab 1914 zum Mühlweg und wurde 1960 als dessen nördlicher Teil unter neuem Namen abgetrennt. Damals führte noch der westliche Teil über das Mühlenfließ. Nach dem Bau des östlichen Teiles 1975 wurde die alte Brücke abgerissen. | Berlin-Friedrichshagen Am Wiesenrain · Am Wiesenrain Neuenhagener Mühlenfließ                                                                                   |
| Aßmannstraße (Lage)                    | 0970                                                      | Richard Aßmann (1875–1933), Kreisratsvorsitzender der Vereinigung Reichsbanner Schwarz-Rot-Gold und Betriebsratsvorsitzender der AOK Berlin                                                             | 31. Juli 1947                                                               | Bei der Anlage des Straßensystems 1881 erhielt sie den Namen Kirchstraße, weil sie auf die Dorfkirche Friedrichshagen (die spätere Christophoruskirche) zulief. Der West-Ost-Straßenzug der einstigen Schulstraße wurde bei der Neubenennung in die Aßmannstraße einbezogen. Nach weiteren Neubauten östlich der Bölschestraße wurde sie um die ehemaligen Straße 2 und (die Nordteile der) Straße 300 verlängert. Sie geht südwärts vom Fürstenwalder Damm ab und macht nach etwa 300 Metern einen Knick nach Osten. Dort endet sie an der Scharnweberstraße, setzt sich jenseits dann als Rahnsdorfer Straße fort. An der Aßmannstraße 63 wurde um 1890 das Backsteingebäude der bereits 1852 eröffneten Knabenschule errichtet. Es befindet sich auf dem Areal eines aufgelassenen Friedhofs. In der DDR-Zeit war sie die 10. Oberschule „Karl Frank“, seit 1991 ist sie die 10. Grundschule „Müggelsee-Schule“. | Berlin-Friedrichshagen Aßmannstraße Wilhelm-Bölsche-Schule |
| Bölschestraße (Lage)                   | 1120                                                      | Wilhelm Bölsche (1861–1939), Schriftsteller und Naturforscher | 31. Juli 1947                                                               | Dieser Nord-Süd-Verkehrsweg zwischen dem S-Bahnhof Friedrichshagen am Fürstenwalder Damm und dem Müggelpark am Müggelseedamm ist die älteste Straße im Ortsteil, sie wurde 1763 in der damaligen Kolonie Friedrichshagen 1763 angelegt und hieß bis 1871 Dorfstraße. Bis 1947 trug sie zu Ehren von Friedrich dem Großen den Namen Friedrichstraße. Entlang dieser Straße, die zuletzt in den 2000er Jahren saniert wurde, stehen mehr als 100 Wohnhäuser und weitere Gebäude seit den 1980er Jahren unter Denkmalschutz. Im Jahr 2003 wurde auf Basis einer Bürgerinitiative das um 1946 eingeschmolzene Bronzedenkmal für Friedrich II. neu gegossen und wieder aufgestellt, finanziert durch private Spenden. | Bedürfnisanstalt in der Bölschestraße, nähe Rathaus · Berlin-Friedrichshagen Bölschestraße                                                                      |
| Breestpromenade (Lage)                 | 0450                                                      | Heinrich August Breest (1835–1884), Polizist; sorgte durch Landkauf und dessen Parzellierung für die Entwicklung des Ortsteils                                                                          | 1876                                                                        | Die geradlinig verlaufende Straße verbindet die Scharnweberstraße (West) mit der Werlseestraße (Ost). Hier steht das denkmalgeschützte frühere Gemeindeamt (Hausnummer 12), in den 1950er Jahren zu einem Wohnhaus umgebaut. | Blick in Richtung Scharnweberstraße |
| Brösener Straße (Lage)                 | 0200                                                      | Brösen, Stadt in Westpreußen, seit dem 20. Jhd. ein Stadtteil von Danzig (Brzeźno (Danzig)) in Polen | 16. Aug. 1928                                                               | Die Brösener Straße, zuerst als Straße 5 in die Pläne eingetragen, liegt nördlich des Bahndamms. Sie verbindet die Schöneicher Straße mit Am Damm in Nord-Süd-Richtung und ist eine Einbahnstraße. | Brösener Straße |
| Bruno-Wille-Straße (Lage)              | 0930                                                      | Bruno Wille (1860–1928), Schriftsteller | 30. Jan. 1920                                                               | Die Bruno-Wille-Straße entstand aus der Zusammenführung der Kaiserstraße (die 1896 eingeweiht worden war) und der Bergmannstraße, um 1889 eingeweiht. Sie verläuft in Nord-Süd-Richtung zwischen Kastanienallee und Müggelseedamm. Ein früheres nördliches Teilstück, zuerst Kaisersteg genannt, wurde 1947 in den Straßennamen einbezogen. Zwei Gebäude in der Straße – ein Wohnhaus (Nummer 8) und eine Schule (Nummer 37–45) sind denkmalgeschützt. Die Schule wurde 1927 als Richard-Wagner-Lyzeum eingeweiht. In der DDR-Zeit war sie die Oberschule „Dr. Arvid Harnack“. Nach der Wende wurde daraus das Gymnasium „Gerhart-Hauptmann-Schule“. | Berlin-Friedrichshagen Bruno-Wille-Straße Gerhart-Hauptmann-Schule · Berlin-Friedrichshagen Bruno-Wille-Straße                                                  |
| Buttenstedtweg (Lage)                  | 0130                                                      | Carl Buttenstedt (1845–1910), Bergsekretär und Autodidakt für Segelflug und Naturphilosophie; wohnte und arbeitete ab 1904 bis zu seinem Tod in Friedrichshagen                                         | 8. Apr. 1933                                                                | Der Buttenstedtweg ist eine Sackgasse, die südwärts vom Müggelseedamm abgeht. Bei der Anlage um 1926 hieß der Weg Straße 81. | Blick in Richtung Müggelspree · Blick in Richtung Müggelseedamm                                                                                                 |
| Charlotte-E.-Pauly-Straße (Lage)       | 0440                                                      | Charlotte E. Pauly (1886–1981), Malerin und Schriftstellerin, beigesetzt in Friedrichshagen | 11. März 1998                                                               | Die Straße verläuft in Nord-Süd-Richtung zwischen Aßmannstraße und Müggelseedamm. Ihr nördlicher Bereich ist ein Fuß- und Radweg. Beim Einbeziehen der Straße 330 in die Assmannstraße wurde deren südlicher Teil mit dem Weg zwischen Friedhof und Kleingartenanlage umbenannt. | Berlin-Friedrichshagen Charlotte-E.-Pauly-Straße |
| Dahlwitzer Landstraße (Lage)           | 2830                                                      | Dahlwitz, Nachbarort | um 1926                                                                     | Die Straße nach Dahlwitz entstand wahrscheinlich in der Mitte des 18. Jahrhunderts im Zusammenhang mit der Errichtung der Kolonistensiedlung Friedrichshagen. Sie hieß bis in die 1930er Jahre Dahlwitzer Chaussee, ein Teilstück Dahlwitzer Straße. An ihr befanden sich die Oberförsterei Oberspree und eine Lungenheilstätte vom Roten Kreuz. Die Straße bildet die Grenze zu Berlin-Köpenick bzw. dem Berliner Umland. Auf ihrer westlichen Seite ist eine gleichnamige Erschließungsstraße angelegt. | Dahlwitzer Landstraße nördlich vom S-Bahnhof aus der Bahn gesehen                                                                                               |
| Dr.-Jacoby-Weg (Lage)                  | 0250                                                      | Max Jacoby (1845–1912), Arzt | 15. Aug. 1958                                                               | Er verläuft als Fußweg zwischen Hinter dem Kurpark und der Dahlwitzer Landstraße durch den Kurpark. Der Weg erschließt vorrangig den Zugang zum Naturtheater Friedrichshagen (siehe Bild). | Naturtheater (Freilichttheater) nahe Dahlwitzer Landstraße |
| Drachholzstraße (Lage)                 | 0190                                                      | Hermann Drachholz, Gemeindevorsteher in Friedrichshagen 1881–1893 | um 1912                                                                     | Um 1896 als Straße 12 projektiert, bei der Trassierung musste die Straße bogenförmig um das bereits bestehende Eckhaus Scharnweberstraße herumgeführt werden, woraufhin sie bald „krumme Straße“ hieß. Sie verbindet die Bölschestraße ostwärts mit der Scharnweberstraße. | Drachholzstraße, von der Scharnweberstr. aus gesehen |
| Dreiserstraße (Lage)                   | 0360                                                      | Theodore Dreiser (1871–1945), US-amerikanischer Schriftsteller | 10. Mai 1951                                                                | Mit der Anlage des Straßensystems um die Jahrhundertwende (1896) erhielt der Verkehrsweg den Namen Viktoriastraße nach der preußischen Königin Viktoria Luise von Preußen und behielt ihn bis nach dem Zweiten Weltkrieg. – Die Dreiserstraße ist eine West-Ost-Straße zwischen Scharnweberstraße und Bruno-Wille-Straße. | Dreiserstraße, von der Scharnweberstr. aus gesehen |
| Emrichstraße (Lage)                    | 0420                                                      | Fritz Emrich (1894–1947), Reichstagsabgeordneter, Kommunist | 24. Juni 1960                                                               | Bei der Anlage des Straßensystems waren es die Straße 6 und Straße 7. Die Emrichstraße geht ostwärts von der Peter-Hille-Straße ab und macht nach zirka 100 Metern einen Knick nach Süden. Sie mündet dann in den Müggelseedamm. | Berlin-Friedrichshagen Emrichstraße |
| Erpeweg (Lage)                         | 0100                                                      | Erpe, kanalisiert als Neuenhagener Mühlenfließ fließt im Ortsteil | vor 1925                                                                    | Der Erpeweg liegt in einem Siedlungsgebiet zwischen dem Fluss Erpe und dem Bahndamm. Er verbindet Am Wiesenrain mit der Mühlenstraße. Bei der Projektierung erhielt er die Bezeichnung Straße 1. | Berlin-Friedrichshagen Erpeweg |
| Flakenseestraße (Lage)                 | 0360                                                      | Flakensee | 26. Juli 1927                                                               | Die Straße wurde nach dem Bebauungsplan von 1914 angelegt und Straße 58 genannt. Sie verläuft diagonal von Nordwest nach Südost zwischen der Peetzseestraße und der Kalkseestraße. | Berlin-Friedrichshagen Flakenseestraße |
| Fürstenwalder Damm (Lage)              | 5000 (im Ortsteil)                                        | Fürstenwalde/Spree, Richtung | 21. Apr. 1932                                                               | Er ist mit rund sieben Kilometern die längste Straße im früheren Bezirk Köpenick. Zu Friedrichshagen gehören die Hausnummern 237 bis 900. Bemerkenswert sind hier der S-Bahnhof Friedrichshagen und im Südbereich (Nummer 838) ein Strandbad. Die Straße besitzt im gesamten Verlauf Straßenbahngleise, eine Linie fährte seit 1906 westlich, eine andere seit 1929 östlich des Bahnhofs, siehe auch Friedrichshagener Straßenbahn. Vor 1932 bestand die Straße aus fünf Teilen mit unterschiedlichen Namen. Von West nach Ost waren dies zunächst die Berliner Straße, ein Teil der historischen Straße bis zum heutigen Müggelseedamm. Dahinter ein kurzes Stück namens Westend (bei Hirschgarten). Danach die Cöpenicker Straße, in der ersten Hälfte des 19. Jahrhunderts Teil einer Verbindung von Köpenick durch den Wald nach Schöneiche, sie wurde bei der Anlage der Kolonie Friedrichshagen bis zum Bahnhof als Hauptstraße ausgebaut. In den späten 1920er Jahren wurde das Westend in die ab dann mit K geschriebene Köpenicker Straße einbezogen. Weiter östlich die Straße 50 direkt an der Bahnlinie, vor 1929 eine Sackgasse mit wenigen Anliegern. Schließlich die Fürstenwalder Chaussee die ab der Einmündung des heutigen Müggelseedamms wieder der historischen Straße bis zum Ortsrand von Rahnsdorf folgt. 1932 wurden all diese Straßen mit verschiedener Geschichte unter einem neuen Namen zusammengefasst. Ausnahme ist die ehemalige Berliner Straße, die erst 1958 einbezogen wurde. | Berlin-Friedrichshagen Fürstenwalder Damm · Blick nach Osten · Berlin-Friedrichshagen Fürstenwalder Damm                                                        |
| Gilgenburger Pfad (Lage)               | 0100                                                      | ,Gilgenburg’, Stadt in Ostpreußen, seit 1945 Dąbrówno in Polen | 10. Apr. 1931                                                               | Zuerst als Straße 314 angelegt. Als nach dem Ende des Zweiten Weltkriegs Straßen umbenannt wurden, erhielt sie die Bezeichnung Goerdelerpfad nach dem Juristen und Politiker Carl Friedrich Goerdeler. Dieser hatte sich auf der Flucht vor der Gestapo hier bei dem Bürger Bruno Lawetzki versteckt. Der Name wurde jedoch amtlich nicht bestätigt. Der kurze Fußweg ist die nordwestliche Fortsetzung der Gilgenburger Straße. | Berlin-Friedrichshagen Gilgenburger Pfad |
| Gilgenburger Straße (Lage)             | 0250                                                      | ,Gilgenburg’, Stadt in Ostpreußen, seit Dąbrówno in Polen | 13. Mai 1929                                                                | Zuerst hieß der Verkehrsweg Straße 312. Die Straße geht von der Stillerzeile südwestlich ab und mündet nach einem Schwenk in den Mühlweg. Löbauer Weg, Stillerzeile, Gilgenburger Straße, Mühlweg: das gesamte Wohngebiet wurde nach 1920 von dem eigens gegründeten „Beamten-Wohnungsverein Friedrichshagen e.GmbH“ angelegt und mit Miethäusern bebaut. Diese gruppieren sich in zusammenhängenden Häuserzeilen um naturnahe Innenhöfe und bieten großzügig geschnittene Grundrisse. | Berlin-Friedrichshagen Gilgenburger Straße |
| Grillenweg (Lage)                      | 0580                                                      | Echte Grillen, Raubinsekten | 2. Nov. 2005                                                                | Der Grillenweg geht vom Fürstenwalder Damm nordwärts ab und ist bis über die Stillerzeile hinaus eine Kraftfahrstraße. Die nördliche Fortsetzung bis zur Erpe und darüber hinaus ist ein Fuß- und Radweg. | Berlin-Friedrichshagen Grillenweg |
| Grünfließer Gang (Lage)                | 0290 (im Ortsteil), ein Teilstück liegt in Köpenick       | ,Grünfließ’, Ort in Ostpreußen, seit 1945 Napiwoda, Ortsteil der Gemeinde Nidzica in Polen | 1. Apr. 1931                                                                | Der Weg geht an einer Kurve des Jastrower Wegs nordwestwärts ab und setzt sich dann als Fußweg bis zur Hirschgartenstraße fort. In der Planung trug er die Bezeichnung Fußweg 303. | Berlin-Friedrichshagen Grünfließer Gang |
| Hahns Mühle (Lage)                     | 0410                                                      | Wilhelm Hahns Schneidemühle | 27. Juni 1912                                                               | Diese Straße bildet eine südliche Ausbuchtung des Müggelseedamms am Nordufer des Sees, wo der Zimmermeister Hahn von 1876 bis 1907 eine Sägemühle betrieben hatte. Die in der Umgebung in den 1880er Jahren entstandene Villenkolonie hieß Neu-Kamerun und die Anschlussstraße erhielt die gleiche Bezeichnung wie die gesamte Kolonie. Das Bootshaus aus dem Jahr 1912 unter der Parzellennummer 12 steht im Denkmalschutz. | Berlin-Friedrichshagen Hahns Mühle |
| Hartlebenstraße (Lage)                 | 0150                                                      | Otto Erich Hartleben (1864–1905), Schriftsteller | 31. Mai 1951                                                                | Bei der Anlage des Straßensystems 1914 erhielt der Verkehrsweg den Namen Yorckstraße (auch Yorkstraße geschrieben) nach Paul Yorck von Wartenburg, Jurist und Philosoph. Sie verbindet den Fürstenwalder Damm über Am Goldmannpark hinweg mit dem Steinplatz in Nord-Süd-Führung. | Berlin-Friedrichshagen Hartlebenstraße |
| Hinter dem Kurpark (Lage)              | 0730                                                      | Kurpark Friedrichshagen | um 1942                                                                     | Bei der Anlage des Straßensystems wurde der Verkehrsweg Erpethal genannt, weil er nördlich des Bahndamms durch die Wiesen südlich der Erpe führt. – Zwischen 1880 und 1927 hatte die damalige Gemeinde Friedrichshagen auf einer 19 Hektar großen Fläche nördlich der Bahnlinie einen Kurpark angelegt. Der geplante Kurbetrieb kam jedoch nicht richtig in Gang, es blieb aber bei der Bezeichnung, die auf die angrenzende Straße übertragen wurde. | Hinter dem Kurpark |
| Hirschgartenstraße (Lage)              | 0140 (im Ortsteil)                                        | Berlin-Hirschgarten | um 1913                                                                     | Die kurze Straße zwischen Am Wiesenrain und Wiesenpromenade entstand etwa um 1900, ihren Namen erhielt sie jedoch erst um 1913 mit dem Wachsen der anliegenden Villenkolonie. | Berlin-Friedrichshagen Hirschgartenstraße |
| Hirschsprung (Lage)                    | 0110                                                      | Hirschsprung, Namensanlehnung an Berlin-Hirschgarten | um 1913                                                                     | Die Straße, um 1900 als Straße 2 angelegt, liegt parallel zu Hirschgartenstraße und Erpeweg in Nord-Süd-Richtung zwischen Am Wiesenrain und Wiesenpromenade. | Berlin-Friedrichshagen Hirschsprung |
| Hirteplatz (Lage)                      | 0040 kreisrund                                            | Albert Hirte, Bankier, Bauherr in Friedrichshagen | um 1928                                                                     | Bei der Erstanlage des Straßensystems um 1870 hieß der Kreuzungsbereich inoffiziell Am Stern. Der Name folgte Hirtes Idee, dass alle Straßen auf einen gemeinsamen Platz hinausgehen sollten. Bei der Ersterwähnung im Berliner Adressbuch 1928 schrieb sich die Anlage Hirtenplatz. Der kleine Grünplatz wird sternförmig von vier Straßen umgeben (Weg zur Quelle <durch den Platz unterbrochen>, Sternallee <durch den Platz unterbrochen>, Hoher Weg, Wißlerstraße <früher Eschenallee>). In der Mitte steht ein 1895 errichteter zwölf Meter hoher Obelisk aus rotem Mainsandstein, zusammen mit dem Platz ein Bau- und Gartendenkmal. Er wurde nach Entwurf des Architekten Otto Stahn angefertigt und trägt die Inschrift „Zur Erinnerung des 25jährigen Bestehens der Kolonie Hirschgarten gegründet im Juni 1870 von Albert Hirte. 1895“. Im Jahr 2001 konnte er nach Bürgerwillen und mit Spendengeldern restauriert werden. | Berlin-Friedrichshagen Hirteplatz |
| Hoher Weg (Lage)                       | 0120                                                      | ansteigender Verlauf vom Hirteplatz | nach 1870                                                                   | Er verbindet den Fürstenwalder Damm in Südsüdwest-Richtung mit dem Hirteplatz. | Berlin-Friedrichshagen Hoher Weg |
| Ingrid-Goltzsche-Schwarz-Straße (Lage) | 0160                                                      | Ingrid Goltzsche-Schwarz (1936–1992), Künstlerin aus Friedrichshagen | 1. Feb. 2008                                                                | Die Straße hieß vor ihrer Benennung Straße 330. Sie verläuft vom Fürstenwalder Damm westlich parallel zur Aßmannstraße nach Süden und trifft dort als Fußweg auf die Charlotte-E.-Pauly-Straße. | Berlin-Friedrichshagen Ingrid-Goltzsche-Schwarz-Straße |
| Jastrower Weg (Lage)                   | 0350                                                      | ,Jastrow’, Stadt in Westpreußen, seit Mai 1945 Jastrowie in Polen | 3. Mai 1935                                                                 | Die Straße geht von der nördlichen Fahrbahn des Fürstenwalder Damms ab und führt halbkreisförmig um das Wohngebiet herum. 1930 hatte der Verkehrsweg seinen ersten Namen erhalten: Jastrower Straße. | Berlin-Friedrichshagen Jastrower Weg |
| Josef-Nawrocki-Straße (Lage)           | 0240                                                      | Josef Nawrocki (1880–1941), Stadtverordneter von Berlin, Kommunist | 15. Aug. 1958                                                               | Die Straße geht vom Müggelseedamm südwärts ab und verläuft U-förmig um den Südbereich der Scharnweberstraße herum. Die drei Teile trugen ab dem 19. Jahrhundert verschiedene Namen: Mühlenweg, Baronsche Privatstraße (wurde 1895 zur Bellevuestraße), und Waldowstraße. Von der Südseite der Josef-Nawrocki-Straße sind der Müggelpark erreichbar sowie der 1926/1927 fertiggestellte Spreetunnel. Ein früheres Wohnhaus (Nummer 5) aus dem Jahr 1880 wurde zu einem Verwaltungsgebäude der AOK-Filiale Friedrichshagen umgebaut, später von der Staatlichen Versicherung der DDR genutzt. Dieses Gebäude und eine Villa mit einem auffälligen Turm, in der DDR-Zeit Sitz des Instituts für Agrargeschichte (Hausnummer 10), stehen unter Denkmalschutz. | Josef-Nawrocki-Straße 10 Weiße Villa · Berlin-Friedrichshagen Josef-Nawrocki-Straße                                                                             |
| Julius-Hart-Straße (Lage)              | 0360                                                      | Julius Hart (1859–1930), Schriftsteller | 8. Mai 1919                                                                 | Zuerst, ab zirka 1914, hieß der Verkehrsweg Prinzenstraße. Die Straße verläuft erst ostwärts ab der Bruno-Wille-Straße und macht an der Wupatzseestraße einen leichten Knick nach Nordosten. Dann mündet sie auf die Werlseestraße. | Berlin-Friedrichshagen Julius-Hart-Straße |
| Kalkseestraße (Lage)                   | 0360                                                      | (Rüdersdorfer) Kalksee | 24. Mai 1951                                                                | Bei der Erstanlage des Straßensystems um 1914 wurde der Verkehrsweg Bismarckstraße nach dem Reichskanzler Otto von Bismarck genannt. Sie verbindet die Rahnsdorfer Straße in gerader Nord-Süd-Führung mit dem Müggelseedamm. | Berlin-Friedrichshagen Kalkseestraße |
| Karl-Frank-Straße (Lage)               | 0380                                                      | Karl Frank (1906–1944), Widerstandskämpfer | 15. Aug. 1958                                                               | Sie verläuft mit einem Doppelknick zwischen der Scharnweberstraße und der Bruno-Wille-Straße. | Berlin-Friedrichshagen Karl-Frank-Straße |
| Karl-Pokern-Straße (Lage)              | 0380                                                      | Karl Pokern (1895–1933), Mitglied des Roten Frontkämpferbundes, Widerstandskämpfer gegen den aufkommenden Nationalsozialismus                                                                           | 15. Aug. 1958                                                               | Sie verläuft in West-Ost-Führung zwischen Scharnweberstraße und Bruno-Wille-Straße. Jenseits setzt sie sich als Löcknitzstraße fort. | Karl-Pokern-Straße, von der Scharnweberstr. aus gesehen |
| Karutzseeweg (Lage)                    | 0100                                                      | Karutzsee, ein kleiner See in der Nähe von Erkner | 17. Mai 1930                                                                | Der Name im Bebauungsplan beim Anlegen des Straßensystems lautete Straße 14. Der Weg bildet eine kurze Nord-Süd-Verbindung zwischen der Dreiserstraße und dem Müggelseedamm. | Blick in Richtung Müggelseedamm · Berlin-Friedrichshagen Karutzseeweg                                                                                           |
| Kastanienallee (Lage)                  | 0290                                                      | Kastanien, Laubbaumart | um 1875                                                                     | Die Kastanienallee verbindet die Scharnweberstraße in West-Ost-Führung mit dem Steinplatz und der Hartlebenstraße/Bruno-Wille-Straße. | Berlin-Friedrichshagen Steinplatz-Kastanienallee |
| Klutstraße (Lage)                      | 0300                                                      | Wilhelm Klut (1848–1909), erster Bürgermeister („Amts- und Gemeindevorsteher“) von Friedrichshagen 1893–1909                                                                                            | 15. Dez. 1911                                                               | Die Klutstraße entstand bereits im 19. Jahrhundert als Pollandsche Landstraße. Ihren neuen Namen erhielt nach dem Tod des Regionalpolitikers. Sie verläuft in der Haupttrassierung zwischen Scharnweberstraße und Bruno-Wille-Straße in West-Ost-Führung. Etwa in der Mitte bildet sie einen südwärtsführenden Ast, der auf die Karl-Frank-Straße mündet. Unter der Hausnummer 7 steht die Friedenskirche, ein Gotteshaus der evangelischen Freikirche der Baptisten. | Berlin-Friedrichshagen Klutstraße |
| Kurzer Steig (Lage)                    | 0140                                                      | Länge und ansteigende Führung des Weges | 15. Aug. 1958                                                               | Der Kurze Steig verbindet die Stillerzeile (Nord) mit dem Fürstenwalder Damm (Süd). | Berlin-Friedrichshagen Kurzer Steig |
| Liebstadter Gang (Lage)                | 0090                                                      | ,Liebstadt’, Stadt in Ostpreußen, seit Mai 1945 Miłakowo in Polen | 10. Apr. 1931                                                               | Dieser Fußweg verbindet die Gilgenburger Straße in Südsüdost-Führung mit dem Fürstenwalder Damm. Er wurde um 1920 als Fußweg 313 angelegt. | Berlin-Friedrichshagen Liebstadter Gang |
| Lindenallee (Lage)                     | 0440                                                      | Linden, Laubbäume | um 1881                                                                     | Die Lindenallee ist West-Ost-geführt und verbindet die Ahornallee mit der Bölschestraße. Sie war früher ein Feldweg, der die Gemarkungsgrenze zwischen Köpenick und Friedrichshagen bildete. | Berlin-Friedrichshagen Lindenallee |
| Löbauer Weg (Lage)                     | 0200                                                      | ,Löbau’, Stadt in Westpreußen, seit Mai 1945 Lubawa in Polen | 9. Aug. 1929                                                                | Der Löbauer Weg geht nordwärts vom Fürstenwalder Damm ab und verbindet diesen mit der Stillerzeile. Etwa in der Mitte bildet er einen westlichen Erschließungsring für die in den 1950er Jahren errichteten Wohngebäude. Bei der Anlage des Straßensystems hieß der Weg Straße 318. Löbauer Weg, Stillerzeile, Gilgenburger Straße, Mühlweg: Das gesamte Wohngebiet wurde ab den 1920er Jahren von dem eigens gegründeten „Beamten-Wohnungsverein Friedrichshagen e.GmbH“ angelegt und mit Miethäusern bebaut. Diese gruppieren sich in zusammenhängenden Häuserzeilen um naturnahe Innenhöfe und bieten großzügig geschnittene Grundrisse. | Berlin-Friedrichshagen Löbauer Weg · Berlin-Friedrichshagen Löbauer Weg                                                                                         |
| Löcknitzstraße (Lage)                  | 0370                                                      | Löcknitz, Fluss in Brandenburg | 26. Juli 1927                                                               | Die Löcknitzstraße verläuft in West-Ost-Richtung zwischen Stienitzseestraße und Werlseestraße. Das Straßensystem wurde um 1925 projektiert, wobei diese Straße aus den Teilen Straße 59 und Straße 60 bestand. | Berlin-Friedrichshagen Löcknitzstraße |
| Marienwerderweg (Lage)                 | 0120                                                      | ,Marienwerder’, Stadt in Westpreußen, seit Mai 1945 Kwidzyn in Polen | 13. Mai 1929                                                                | Der Weg verbindet die Stillerzeile mit dem Fürstenwalder Damm in Südsüdost-Führung. Im Planwerk der 1920er Jahre hieß der Weg Straße 311. | Berlin-Friedrichshagen Marienwerderweg |
| Möllenseestraße (Lage)                 | 0380                                                      | Möllensee, See in Brandenburg | 26. Juli 1927                                                               | Bei der Straßenprojektierung im Jahr 1914 wurde sie Straße 67 genannt. Sie läuft von der Störitzseestraße zunächst direkt südwärts. Nach einer ostwärts abgehenden Stichstraße macht sie einen leichten Schwenk Richtung Südsüdwest und führt dann auf die Löcknitzstraße zu. | Berlin-Friedrichshagen Möllenseestraße |
| Müggelseedamm (Lage)                   | 4480                                                      | Großer Müggelsee, Gewässer in Berlin und Brandenburg | 21. Apr. 1932                                                               | Die in West-Ost-Richtung verlaufenden Straße entstand um 1873 aus einem historischen Postweg parallel zum Nordufer des Müggelsees als Seestraße. Mit dem weiteren Ausbau der Kolonie Friedrichshagen wurde sie westlich bis nach Köpenick und östlich bis Fürstenwalde weitergeführt. Die neue amtliche Bezeichnung in den 1920er Jahren lautete Verlängerte Seestraße(n). | 09045746 Friedrichshagen Müggelseedamm 148 · Berlin-Friedrichshagen Müggelseedamm · Berlin-Friedrichshagen Müggelseedamm                                        |
| Mühlenstraße (Lage)                    | 0300 (im Ortsteil)                                        | Die Ravenstein-Wassermühle, 1434 erstmals urkundlich erwähnt und bis etwa Mitte des 19. Jahrhunderts in Betrieb, ist heute nicht mehr vorhanden. Ab etwa 1885 gab es das „Restaurant Ravenstein-Mühle“. | 19. Jhd. (überliefert, Eintragung als amtlicher Straßenname erst nach 1945) | Die Straße führt von der Dahlwitzer Landstraße nach Westen zur Landesgrenze, von dort weiter in der Gemeinde Hoppegarten über das Neuenhagener Mühlenfließ (einen Arm der Erpe) zur Ravensteiner Promenade. Das rote Gebäude soll in der Zeit des Kalten Krieges den Freiheitssender 904 beherbergt haben. Etwas weiter westlich, am anderen Erpeufer, steht ein Baukomplex, der nach Auskunft von Einheimischen ein Ferienheim gewesen ist. | Gebäude des Deutschen Freiheitssenders 904 in der Mühlenstr. |
| Mühlweg (Lage)                         | 0210                                                      | Mühle, Weg zwischen zwei Mühlen entlang der Erpe | 24. Juni 1914                                                               | Der Mühlweg beginnt am Fürstenwalder Damm und verläuft in Richtung Norden bis zum Stillerweg. Ursprünglich (1914) war er bedeutend länger, als geschwungener Weg führte er weiter nach Westen über den heutigen Stillerweg, dann nach Norden über Am Wiesenrain (westliche Fahrbahn) und weiter nach Westen an der Bahn entlang über den S-Bahnhof Hirschgarten hinaus bis zur Hirschgartenstraße. Der nördliche und deutlich längere Teil wurde 1960 als Am Wiesenrain abgetrennt und 1975 begradigt. Aktuelle Stadtkarten zeigen eine Fortsetzung nach Süden als Fußweg hinter der Physikalisch-Technischen Bundesanstalt und dem Materialprüfungsamt bis zum Müggelseedamm. Dieser Abschnitt ist jedoch nicht offiziell bezeichnet. | Berlin-Friedrichshagen Mühlweg |
| Müllroser Straße (Lage)                | 0190                                                      | Müllrose, Ort in Brandenburg nahe Frankfurt (Oder) | 16. Jan. 1925                                                               | Sie ist eine kurze Straße nördlich des Bahndamms und verbindet die Schöneicher Straße mit Am Damm. Angelegt wurde die Einbahnstraße nach 1914 als Straße 4. Zwischen 1923 und 1925 wurde sie im Berliner Adressbuch als Kirschallee geführt. | Müllroser Straße |
| Myliusgarten (Lage)                    | 0190                                                      | wahrscheinlich B. Mylius, um 1880 Stadtbauinspektor, wohnhaft in Berlin SO, Engelufer 16 und Grundstücksbesitzer in Friedrichshagen                                                                     | um 1881                                                                     | Der Verkehrsweg verbindet die Bölschestraße (Ost) mit der Peter-Hille-Straße (West). Der westliche Abschnitt wurde im Jahr 1896 als Straße 11 projektiert und 1909 in den Straßenverlauf Myliusgarten einbezogen. | Straßenflucht Richtung Peter-Hille-Straße (West) |
| Neuer Weg (Lage)                       | 0170 (im Ortsteil)                                        | nachträgliche Bezeichnung für eine Straße in der Villenkolonie Hirschgarten, die um 1870 entstand | vor 1895                                                                    | Er verbindet den Ahornweg (Ost) mit der Salvador-Allende-Straße (West) im Ortsteil Berlin-Köpenick. Als Fahrweg ist er, weil keine Brücke besteht durch das Erpe-Fließ unterbrochen. | Berlin-Friedrichshagen Neuer Weg |
| Peetzseestraße (Lage)                  | 0210                                                      | Peetzsee, See in Brandenburg | 26. Juli 1927                                                               | Die Peetzseestraße wurde als Straße 68 im Jahr 1914 projektiert. Sie gehört zu einem Wohngebiet, deren Straßen fast alle Namen nach Gewässern aus der Mark Brandenburg erhielten. Sie verbindet die Rahnsdorfer Straße (Norden) mit der Löcknitzstraße (Süden). | Blick in Richtung Rahnsdorfer Straße · Blick in Richtung Löcknitzstraße                                                                                         |
| Peter-Hille-Straße (Lage)              | 1000                                                      | Peter Hille (1854–1904), Schriftsteller | 10. Mai 1951                                                                | Bei der Anlage des Straßensystems zur Erweiterung des Zentrums der Spinnerkolonie erhielt der Nord-Süd-Straßenzug die Bezeichnung Wilhelmstraße nach Kaiser Wilhelm I. Die Peter-Hille-Straße verbindet die Lindenallee (gegenüber der Einmündung des Schmalen Wegs) nach Süden mit dem Müggelseedamm. Im Nordbereich bildet sie einen Parallelast als Sackgasse, der von der Albert-Schweitzer-Straße abgeht. | Peter-Hille-Straße, Baudenkmal Gladenbecksche Gießerei · Berlin-Friedrichshagen Peter-Hille-Straße                                                              |
| Pfeiffergasse (Lage)                   | 0140                                                      | Johann Friedrich von Pfeiffer (1717–1787), preußischer Beamter, Mitbegründer der „Spinnerkolonie bei Cöpenick“ und erster Ortsschulze von Friedrichshagen                                               | um 1913                                                                     | Die Gasse verläuft vom Müggelseedamm südwärts bis an das Ufer des Sees. Deshalb wurde der kleine Weg zuerst (ab etwa 1880) auch Spritzenweg genannt, weil er zur Löschwasserentnahmestelle für die Feuerspritzen führte. Die kleine Straße dient als Zufahrt zum Brauereigelände und endet dort als Sackgasse. | Berlin-Friedrichshagen Pfeiffergasse |
| Rahnsdorfer Straße (Lage)              | 0870                                                      | Rahnsdorf, Richtung | vor 1881                                                                    | Die Rahnsdorfer Straße ist die Fortsetzung der Aßmannstraße Richtung Osten. Sie verbindet die Scharnweberstraße (westlich) mit der Werlseestraße (östlich). Die im Jahr 1914 projektierte Straße 28a wurde 1927 in die Rahnsdorfer Straße einbezogen. | Berlin-Friedrichshagen Rahnsdorfer Straße |
| Rauener Weg (Lage)                     | 070                                                       | Rauen, Ort in Brandenburg | 9. Aug. 1929                                                                | Südlich des Müggelseedamms ist der Weg eine Kraftfahrstraße, die bis Hahns Mühle führt. Zuerst wurde er als Straße 40 angelegt. Nördlich setzt sich der Weg bis zum Fürstenwalder Damm als Fuß- und Radweg fort, gehört jedoch nicht zu der amtlich benannten Straße. | Blick in Richtung Hahns Mühle · Blick in Richtung Müggelseedamm                                                                                                 |
| Ravensteiner Promenade (Lage)          | 0900 (im Ortsteil)                                        | Ravenstein, Ortsteil von Waldesruh, gehört seit 2003 zur Gemeinde Hoppegarten Ravenstein bezeichnete auch eine dort vorhandengewesene Wassermühle                                                       | 15. Jahrhundert (überliefert)                                               | Der Weg wurde zuerst Ravensteinsche Mühle (der Weg zur Mühle) genannt. Die Promenade geht südwärts von der Mühlenstraße ab, für Kraftfahrzeuge bildet sie eine Sackgasse. Auf halber Länge ist zudem nur geschottert. Einige Parzellen liegen an einer Art Bypass zu dieser Straße. Der Fußweg führt auf Berliner Territorium südwärts weiter bis zur Landesgrenze Berlin-Brandenburg. Die Ravensteiner Wassermühle wurde in den 1950er Jahren zu einem bis in die 1990er Jahre existierenden Pflegeheim umgebaut. | Ravensteiner Promenade |
| Scharnweberstraße (Lage)               | 1150                                                      | Georg Scharnweber (1816–1894), Politiker und Jurist | 1872                                                                        | Mit der Anlage des Straßensystems um 1750 wurde der Verkehrsweg Hintere Dorfstraße (bis um 1866), anschließend Neue Dorfstraße genannt. Sie verläuft geradlinig in Nord-Süd-Richtung und östlich parallel zur Bölschestraße. Erwähnenswert sind neben zahlreichen denkmalgeschützten Wohngebäuden aus den 1860ern bis 1890ern die Gastwirtschaft „Rolands Eck“ (Nummer 80; 1896 eröffnet), eine Schule (Nummer 90) sowie die katholische „St. Franziskus Pfarrkirche“, die am Ende des Zweiten Weltkriegs schwer zerstört, aber bis 1952 wieder aufgebaut wurde. Alle Bauwerke stehen unter Denkmalschutz. Zwischen der Aßmannstraße und dem Müggelseedamm bzw. den Gebäuden Scharnweberstraße 106–106B gibt es einen Durchgang zur Bölschestraße (siehe Verbindungswege). | Baudenkmal Wohn- und Geschäftshaus Scharnweberstr. 1 Ecke Müggelseedamm, Baujahr 1911, Architekten Demuth und Crampe · Berlin-Friedrichshagen Scharnweberstraße |
| Schmaler Weg (Lage)                    | 0270                                                      | knappe Straßenbreite, eingebürgerte Bezeichnung | vor 1881                                                                    | Er verläuft zwischen Lindenallee gegenüber der Peter-Hille-Straße nordostwärts zur Bölschestraße. Das kurze östliche Stück ist lediglich ein Fußweg. Auf der anderen Seite der Bölschestraße setzt sich die Trasse als Am Goldmannpark fort. | Schmaler Weg |
| Schöneicher Landstraße (Lage)          | 2710 (im Ortsteil)                                        | Schöneiche bei Berlin, Richtung | 1919                                                                        | Sie erweitert vom Bebauungsrand ab die Schöneicher Straße zur Stadtgrenze. Der erste Name war als Ortsverbindung Schöneicher Chaussee (um 1884). 1911 wurde sie amtlich als Schöneicher Straße bezeichnet. Nur der etwa einen Kilometer lange bis 1919 bebaute westliche Teilabschnitt behielt diesen Namen. Die Fortsetzung bis zur Berliner Stadtgrenze wurde nach Fertigstellung der neuen Siedlung in Schöneicher Landstraße umbenannt. | Schöneicher Landstraße – Straßenbahntrasse |
| Schöneicher Straße (Lage)              | 0920                                                      | Schöneiche bei Berlin, Richtung | Feb. 1911                                                                   | Die Straße wurde zunächst Schöneicher Chaussee genannt (um 1884). Sie beginnt am S-Bahnhof Friedrichshagen (Bölschestraße) nördlich des Bahndamms und läuft dann parallel zur Straßenbahntrasse von der Dahlwitzer Landstraße bis zum Ende der Wohnbebauung. Dort erschließt sie mit einem südlichen Ast den Bereich als Sackgasse. Am Knick geht die Straße als Schöneicher Landstraße weiter bis zum namensgebenden Ort. Der südliche Ast hieß zunächst Wrobelstraße, der 1945 in die Schöneicher Straße einbezogen wurde. Es ist die Verbindungsstraße nach Schöneiche und die Straße grenzt an der Nordseite an den Köpenicker Forst. Zwischen den Wohnhäusern und der Straße verlaufen die Gleise der Rüdersdorfer Straßenbahn (auf der linken Bildseite) und eine kleine Zufahrtsstraße. Zahlreiche Straßencafés befinden sich in der Nähe, ein Freiluftkino und natürlich der Müggelsee. Darüber hinaus gibt es sonntags einen Flohmarkt am nördlichen S-Bahnausgang. | Schöneicher Straße |
| Spreepromenade (Lage)                  | 0220                                                      | Spree, Fluss durch Berlin | um 1932                                                                     | Der Uferweg an der Müggelspree im Bereich der früheren Siedlung Hirschgarten verbindet den Ahornweg mit der Sternallee. Er ist ein reiner Fuß- und Radweg. | Berlin-Friedrichshagen Spreepromenade |
| Spreestraße (Lage)                     | 0110                                                      | Spree, Fluss durch Berlin | um 1932                                                                     | Die Spreestraße geht südwärts vom Müggelseedamm ab und führt nach der Querung von Hahns Mühle als Sackgasse bis an die Spree. Bei der Anlage hieß sie Straße 38. | Blick in Richtung Hahns Mühle · Blick in Richtung Müggelseedamm                                                                                                 |
| Steinplatz (Lage)                      | 0035 × 35 × 35 dreieckig mit einem zentralen Rasenrondell | Heinrich Friedrich Karl vom und zum Stein (1757–1831), preußischer Beamter und Reformer | 1914                                                                        | Der Platz erhielt nach dem Bebauungsplan aus dem Jahr 1896 die Bezeichnung Platz E. Anlässlich der 100-Jahr-Feier der Völkerschlacht bei Leipzig wurde seine Gestaltung als Schmuckplatz und seine Umbenennung beschlossen. Vom Steinplatz gehen die Straßen Kastanienallee (nordwestlich), die Hartlebenstraße (nördlich), die Werlseestraße (südöstlich) und die Bruno-Wille-Straße (südlich) ab. | Berlin-Friedrichshagen Steinplatz-Kastanienallee |
| Sternallee (Lage)                      | 0260 + 100                                                | Sternform der Straßen in der Siedlung Hirschgarten nach Hirtes Plan vom zentralen Platz aus | 1870                                                                        | Die Sternallee beginnt im Nordwesten an einem bebauten Straßenbogen, der nur über einen Fußweg mit dem Fürstenwalder Damm verbunden ist. Die Allee verläuft danach geradlinig in Südost-Richtung, wird durch den Hirteplatz unterbrochen und endet an der Spreepromenade. Der zentrale Schmuckplatz der Siedlung hieß bis 1920 Am Stern. | Berlin-Friedrichshagen Sternallee |
| Stienitzseestraße (Lage)               | 0130                                                      | Stienitzsee, Gewässer in Brandenburg | 16. Aug. 1928                                                               | Im Bebauungsplan des Jahres 1914 erhielt der Verkehrsweg die Bezeichnung Straße 69. Sie verbindet die Löcknitzstraße in Nord-Süd-Führung mit dem Müggelseedamm. | Berlin-Friedrichshagen Stienitzseestraße |
| Stillerzeile (Lage)                    | 1350                                                      | Felix Stiller (1874–1928), letzter Bürgermeister der Landgemeinde Friedrichshagen vor deren Eingemeindung nach Berlin 1920                                                                              | 9. Aug. 1929                                                                | Der Verkehrsweg Stillerzeile bestand zuerst aus den Abschnitten Straße 316, Straße 319 und der Wormditter Straße (nach Wormditt, einer Stadt in Ostpreußen, seit Mai 1945 Orneta in Polen). Mit der Wohngebietserweiterung in den 1950er Jahren wurde die Stillerzeile nach Westen bis zum Jastrower Weg verlängert. Der Verlauf lässt die in verschiedenen Jahrzehnten gewachsene Unterteilung gut erkennen. Löbauer Weg, Stillerzeile, Gilgenburger Straße, Mühlweg: Das gesamte Wohngebiet wurde ab ca. 1920 von dem eigens gegründeten „Beamten-Wohnungsverein Friedrichshagen eGmbH“ angelegt und mit Miethäusern bebaut. Diese gruppieren sich in zusammenhängenden Häuserzeilen um naturnahe Innenhöfe und bieten großzügig geschnittene Grundrisse. Die Stillerzeile beginnt am Fürstenwalder Damm nordwärts, nach einem Knick verläuft sie in Ost-West-Richtung über Am Wiesenrain/Mühlweg zum Jastrower Weg. In einer ehemaligen Schule (Haus Nummer 100) eröffnete der „Jugendbildungsverein in Praxis“ am 4. September 2014 seine Räume. Als weiterer Nutzer ist die „Jugendakademie Meteum“ angekündigt. Für die genannten Einrichtungen sind Labore und Werkstätten eingerichtet worden. Den Jugendlichen stehen darüber hinaus Spielplätze und ein Schulgarten zur Verfügung. | Berlin-Friedrichshagen Stillerzeile Technischer Jugendbildungsverein · Berlin-Friedrichshagen Stillerzeile                                                      |
| Störitzseestraße (Lage)                | 0140                                                      | Störitzsee, Gewässer in Brandenburg | 26. Juli 1927                                                               | Die Straße wurde nach dem Bebauungsplan von 1914 in den Teilen Straße 57 und Straße 62 angelegt. Sie verbindet die Wupatzseestraße geradlinig in West-Ost-Führung mit der Möllenseestraße. | Berlin-Friedrichshagen Störitzseestraße |
| Weg zur Quelle (Lage)                  | 0260 + 130                                                | Mineralquelle: im Gebiet Hirschgarten wurde bei der Urbanisierung in 328 Metern Tiefe eine Quelle mit 1,5 Prozent Mineralsalz entdeckt                                                                  | um 1890                                                                     | Der Name bezeichnete die Richtung zu der für Heilzwecke erschlossenen Solquelle, die der Siedlung den Heilbadcharakter verlieh, aber sie versiegte zu Beginn des 20. Jahrhunderts. Der zwischen Ahornweg und Fürstenwalder Damm verlaufende Straßenzug wird vom Hirteplatz geteilt. Sie gehört zum Sternsystem dieses zentralen Siedlungsplatzes. | Berlin-Friedrichshagen Weg zur Quelle |
| Werlseestraße (Lage)                   | 1040                                                      | Werlsee, Gewässer in Brandenburg | 4. Nov. 1935                                                                | Der Verkehrsweg wurde entsprechend dem Bebauungsplan 1914 angelegt als Kurfürstenstraße und als Blücherstraße, beide 1935 zusammengefasst und neu benannt. 1951 wurde die Werlseestraße um die Markgrafenstraße (zwischen Löcknitzstraße und Müggelseedamm) verlängert. Die Werlseestraße beginnt am Steinplatz, verläuft zunächst südostwärts. An der Kreuzung mit der Rahnsdorfer Straße wendet sie sich nach Süden und mündet auf den Müggelseedamm. | Berlin-Friedrichshagen Werlseestraße |
| Wiesenpromenade (Lage)                 | 0380                                                      | Wiesen entlang der Erpe | vor 1928                                                                    | Die Straße verbindet die Ravensteiner Promenade (westlich) über die Erpe hinweg mit dem Erschließungsweg entlang der Kolonie Wiesengrund (östlich). Zwischen Hirschgartenstraße und Hirschsprung liegt er als Fahrstraße. | Berlin-Friedrichshagen Wiesenpromenade |
| Wißlerstraße (Lage)                    | 0270                                                      | Emil Wißler , 1913 bis 1918 Stadtverordneter von Köpenick | 31. Juli 1947                                                               | Sie ist eine in West-Ost-Richtung führende Straße vom Hirteplatz ab. Bei der Anlage der Siedlung um 1900 hieß ein Teil Turmallee (bis 1938), ein anderer Abschnitt Eschenallee (bis 1938). 1938 wurden beide Teile zur Pflugk-Harttung-Straße zusammengefasst, nach dem Historiker Julius von Pflugk-Harttung: Verlauf zwischen Müggelseedamm über Berliner Straße, Weg zur Quelle zum Hirteplatz. | Wißlerstraße 2: Wohnhaus |
| Wupatzseestraße (Lage)                 | 0200                                                      | Wupatzsee, Gewässer in Brandenburg | 26. Juli 1927                                                               | Nach dem Bebauungsplan von 1914 hieß der nördliche Teil des Verkehrswegs Straße 63, der südliche Straße 63a. Sie verläuft zwischen der Julius-Hart-Straße und der Rahnsdorfer Straße in Nord-Süd-Richtung leicht versetzt. | Berlin-Friedrichshagen Wupatzseestraße |

## Einstige oder nur geplante Straßen
Die Jahreszahlen in Klammern geben den Nachweis im entsprechenden Adressbuch oder auf Karten an.
| - Alt-Krummendamm und Neu-Krummendamm: (in den 1920ern), bezeichnete zwei Grundstücke an der Dahlwitzer Chaussee, die (a) dem Fiskus und (b) der Stadt Berlin gehörten. - Bahnwärterhaus 16: Diese Adresse wird 1943 als gesonderte Straße ausgewiesen, die dem Fiskus gehört. - Erpewiese: eingetragener Straßenname in den 1930ern - Gneisenaustraße (1922) - Kiekemaler Weg (1940): vom Bahnhof Hirschgarten bis zur Gemarkung Mahlsdorf. Später nur im Bereich Mahlsdorf offiziell verwendet - Königstraße (1930) - Kurpark (1926–1943): verlief zwischen Friedrichshagener Straße, Dahlwitzer Chaussee und Wiesengrund. Daraus wurde schließlich die offizielle Bezeichnung → Hinter dem Kurpark. - Marktplatz (1922) - Ottosche Privatstraße (1930), abgehend von der Seestraße - Pollandsche Landstraße, wurde umbenannt in → Klutstraße | - Rahnsdorfer Chaussee (1922) - Rahnsdorfer Platz (1930–1943; 1998): Im Adressbuch ab 1930 und auf einer Stadtkarte trägt das Karree zwischen Julius-Hart-Straße (Nord), Wupatzseestraße (Ost), Rahnsdorfer Straße (Süd) und Bruno-Wille-Straße (West) diesen Namen. Dort befinden sich Freisportanlagen, im Jahr 1943 auch Parkanlagen. - Verlängerte Rahnsdorfer Chaussee (1922) - Wrobelstraße (ab 1912) mit dem Stadtforstamt Friedrichshagen als einzigem Parzellennutzer, von der Schöneicher Straße bis zum Birkengestell reichend. Hier wohnten in den 1940er Jahren der Berliner Städtische Revierförster H. Klebe und der Forstamtvorstand F. Schütt mit ihren Familien. Der Straßenname ehrte den Oberforstmeister Paul Wrobel (1863–1918), der im Preußischen Landwirtschaftsministerium tätig gewesen war. Nach 1945 wurde die Wrobelstraße in die Schöneicher Straße einbezogen. - Zur Fähre (1943) |

## Weitere Örtlichkeiten von Friedrichshagen

### Kleingartenanlagen (Kolonien)
Der Bezirksverband der Gartenfreunde Köpenick e. V. ist Zwischenpächter von 170 Hektar landeseigenem Kleingartenland in Köpenick und verpachtet einzelne Kleingärten über Unterpachtverträge an die Kleingärtner. Auf der Grundlage des Bundeskleingartengesetzes hat der Senat den Kleingartenentwicklungsplan (KEP) aufgestellt. Die Friedrichshagener Kleingartenanlagen sind zumeist durch den Flächennutzungsplan (FNP) abgesichert und zudem im Berliner Straßenverzeichnis (RBS) amtlich mit Straßennummern (adressenbezogen) eingetragen. Bereits in den Adressbüchern aus der Zeit des Zweiten Weltkriegs sind einige als Kolonien ausgewiesen. Im Zusammenhang mit der noch in den 2010er Jahren bestehenden Anzahl der Dauerbewohner mit ihren Rechten aus der Nachkriegszeit steht dies für die Bereitstellung der Flächen zur Nutzungen für ausgebombte Berliner.

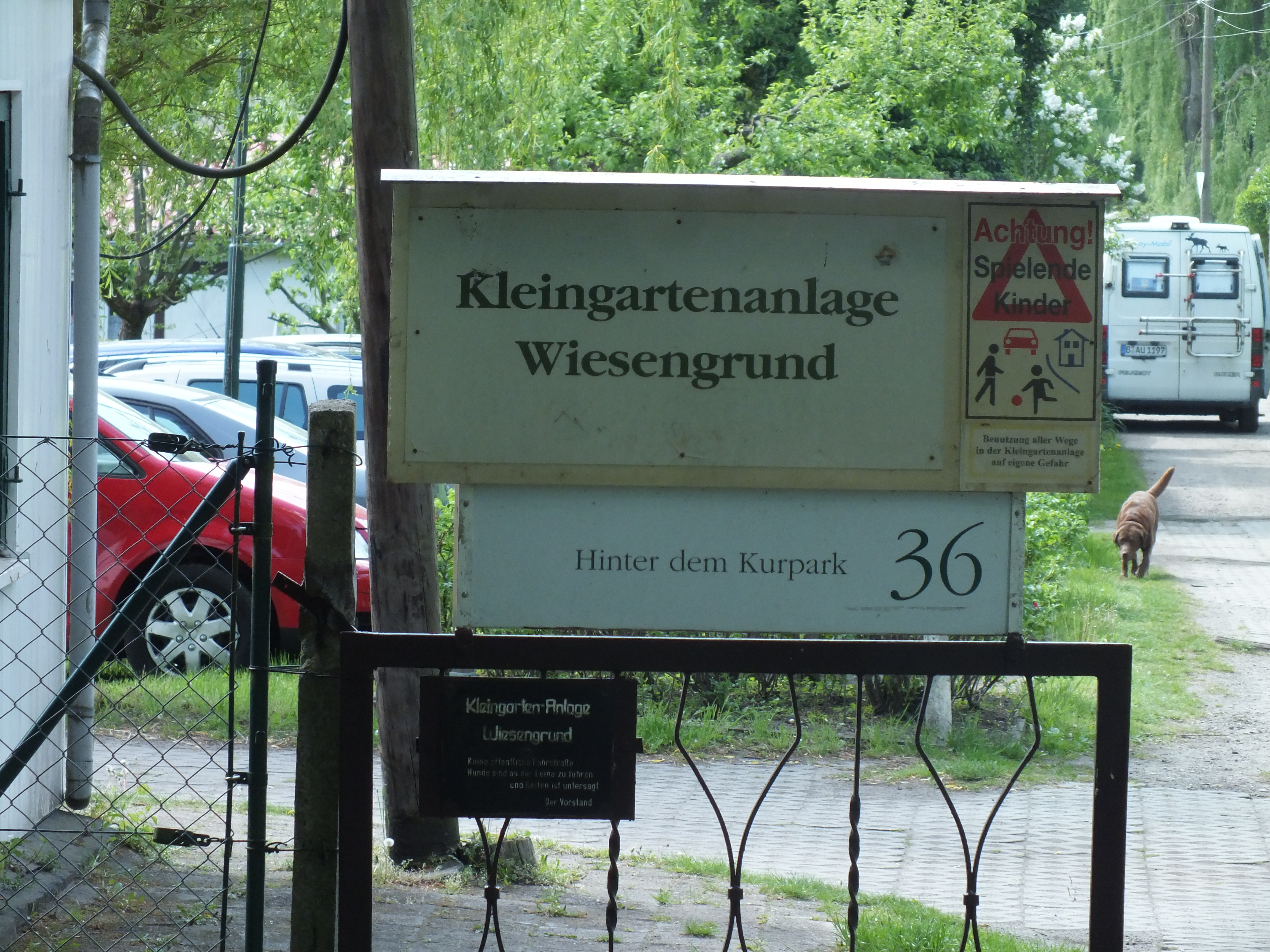
Kleingartenanlage Wiesengrund mit der Adresse Hinter dem Kurpark

- Im Straßenverzeichnis zum Ortsteil sind einige KGA-Wege ausdrücklich gesondert ausgewiesen, diese Wege gehören alle zum Kleingartengelände am nordwestlichen Rand des Ortsteils hinter dem Kurpark am Köpenicker Forst. Es sind die am Köpenicker Forst (Mittelheide) liegenden Flächen der KGA ‚Erpetal‘ und ‚Wiesengrund‘. An diese schließt sich im Westen in einer Ortsteilecke zu Köpenick noch die KGA ‚Eisenbahn‘ an, deren Fläche ist auf manchen Karten der ‚Kolonie Erpetal‘ zugeordnet und nicht im Kleingartenentwicklungsplan oder Straßenverzeichnis aufgenommen.
  - 10836 Borretschweg (Lage) mit einer Länge von 160 Meter
  - 10833 Duftgeranienweg (Lage): 1380 Meter
  - 10838 Engelwurzweg (Lage): 1180 Meter
  - 10837 Klatschmohnweg (Lage): 180 Meter
  - 10834 Petersilienweg (Lage): 210 Meter
  - 10840 Spitzwegerichweg (Lage): 960 Meter
  - 10835 Storchschnabelweg (Lage): 230 Meter
- KGA ‚Alter Grund‘[33] besitzt unter Nummer 9094 im Kleingartenentwicklungsplan (Aßmannstraße/Straße 330) 24 Parzellen auf 6.377 m² (KEP: 9094, RBS: 44538). Die Fläche der Anlage liegt auf landeseigenem Land im Wohngebiet und ist im FNP als Baufläche ausgewiesen, so besteht eine Schutzfrist (nach Verlängerung im Jahr 2010) noch bis 2020. In der Liste des Bezirksverbandes der Gartenfreunde Köpenick ist die Anlage hinter der Bölschestraße 12, hinter der Bölschestraße 74 und Charlotte-E.-Pauly-Straße benannt. (Lage) Die Gartenanlage ist ein langer Streifen am Westrand des „Evangelischen Friedhofs Friedrichshagen“ und wird von diesem durch die Charlotte-E.-Pauly-Straße getrennt, die auf dem südlichen Abschnitt der Straße 330 benannt wurde, der nördliche Abschnitt einschließlich der Straße 2 wurde in die Aßmannstraße einbezogen.
- KGA ,Am Kurpark‘ (Hinter dem Kurpark 20, Lage) ist im Kleingartenentwicklungsplan als 9097 (RBS:44540) eingetragen und liegt mit zwölf Parzellen auf 5.120 m² Fläche des Bezirksverbands Köpenick. Die Parzellen sind dadurch mit Stufe IV[34] im Bestand hochgesichert.
- KGA ,Am Reitweg‘ (Dahlwitzer Landstraße/Am Reitweg, Lage): die KGA 9099 im Entwicklungsplan ist mit 6.710 m² Unterpachtfläche (vom Gartenfreundeverband) für 16 Parzellen im Nordzipfel des Ortsteils an der Erpe als hoch gesichert[34] ausgewiesen. (RBS:44539)
- KGA ,Erpetal‘ (Hinter dem Kurpark 1a, KEP: 9104, RBS: 44194, Lage) ist mit 230 Parzellen auf einer landeseigenen Pachtfläche von 90.461 m² zusammen mit der KGA Wiesengrund im Ortsteil die größte zusammenhängende Kleingartenfläche. Zur Kolonie an der Erpe gehören 20 Dauerbewohner, wodurch einige Beschränkungen des Bundeskleingartengesetzes (Wohnrecht ohne Flächenbegrenzung der Laube) unwirksam sind.
- KGA ,Siedlung Kleingärtnerverein Hirschgarten e. V.‘[35] (Jagen 310 / Erpetal, Lage) ist als 9108 mit 25 Parzellen (davon ein Dauerbewohner) auf 12.375 m² landeseigenem Pachtland im Entwicklungsplan aufgeführt und mit Stufe V b als dauerhaft gesicherte fiktive Kleingärten.[36] Die Kolonie besitzt auf der Gemeinschaftsparzelle Jastrower Straße 23a das Vereinsheim. Die Siedlung ist im Adressbuch 1943 gesondert benannt.[37]
- KGA ‚Stillerzeile‘ ist als Kleingartenanlage (Stillerzeile 60) unter 9166 im Straßenverzeichnis gesondert aufgenommen. Sie besitzt im KGA-Plan die Nummer 9122 und ist dort mit sieben Parzellen auf 3.300 m² Unterpachtland als hoch gesichert dargestellt.[34] Die Anlage liegt im Bogen der Erpe gegenüber der Siedlung Am Wiesenrain 33–36d (Lage).
- KGA ,Wiesengrund‘ ist als ,Kolonie Wiesengrund‘ im Jahr 1935 ausgewiesen und zu dieser Zeit bereits mit vier Eigentumshäusern bebaut.[38] Mit der Adresse „Hinter dem Kurpark 36“ ist die Anlage zudem als Nummer 44441 im Straßenverzeichnis gelistet. Im Kleingartenentwicklungsplan (9146) ist die fiktive Kleingartenanlage mit der Adresse „An der Erpe“ mit 142 Parzellen auf 42.5856 m² Landesland durch Darstellung auf dem Flächennutzungsplan als Grünland (Kleingärten) als dauerhaft gesichert aufgenommen.[36] In der Kolonie wohnt noch ein Dauernutzer. Die KGA (Lage) schließt sich nördlich an die KGA Erpetal an und wird am Nordrand von der Stadtgrenze berührt, die hier in einem Zipfel der Ortslage Waldesruh mit dem St. Albertus (Gemeinde Hoppegarten) nach Süden tritt.
- Bahnlandwirtschaften (BLW) im Unterbezirk Köpenick: Diese Kleingärten auf bahneigenem Gelände sind im Kleingartenentwicklungsplan mit der Stufe I b enthalten.[39]
  - ,Gruppe Hirschgarten‘ liegt westlich am S-Bahnhof Hirschgarten (Lage) und ist im Senatsplan unter 9210 als KGA Hirschgarten mit ihren fünf Parzellen auf 990 m² ausgewiesen. Im Straßenverzeichnis ist diese Bahnlandwirtschaft als RBS=9570 aufgenommen.
  - ‚Gruppe Friedrichshagen‘ liegt südlich am S-Bhf. Friedrichshagen (Lage) mit zwölf Parzellen auf 3.196 m² Bahngelände (KEP: 9211, RBS: 9571)
  - ‚Gruppe 3‘ nördlich am S-Bahnhof Friedrichshagen mit den Grundstücken 13 und 14 südlich am Kurpark gelegen. (Lage).

### Verbindungswege

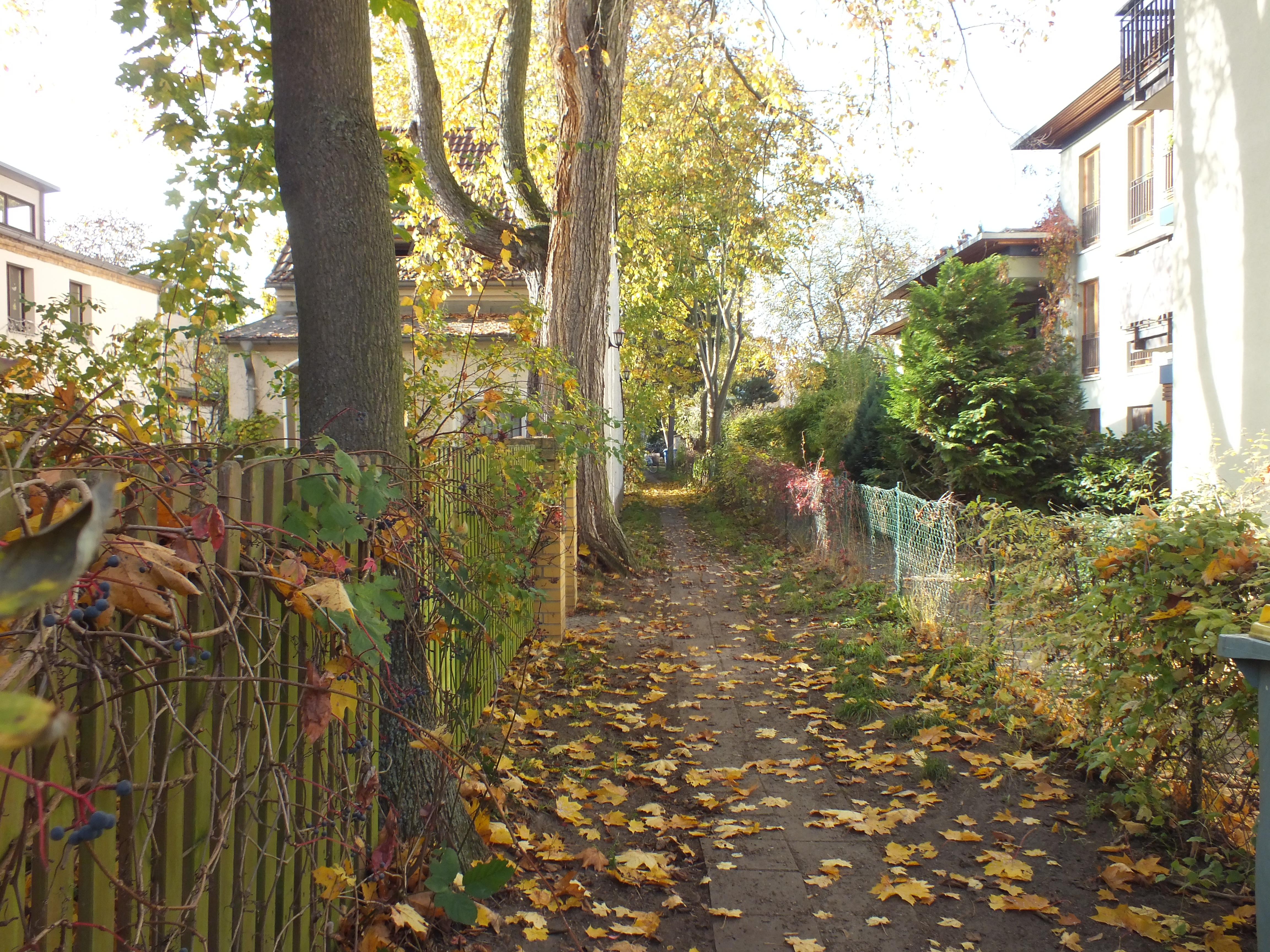
Verbindungsweg zwischen Scharnweber- und Bölschestraße

Neben den in der obigen Liste bereits genannten Wegen mit Verkehrsbedeutung bestehen im Ortsteil fünf Verbindungswege, die für die amtliche FIS-Broker Kartenanzeige Berlin 1:5000 (Farbausgabe) aufgenommen sind.
- Verbindungsweg zwischen Ahornallee und Aßmannstraße: 50 Meter zwischen Ahornallee 20 und 21 nach West an die Aßmannstraße 4d
- Verbindungsweg zwischen Bölschestraße und Scharnweberstraße: 180 Meter zwischen Bölschestraße 12 und 12a nach Osten an der KGA Alter Grund vorbei zur Scharnweberstraße zwischen 106 und 107
- Verbindungsweg zwischen Lindenallee/Schmaler Weg und Fürstenwalder Damm: 70 Meter zwischen Lindenallee 27 und 28 Ecke Schmaler Weg nach Norden zum Fürstenwalder Damm zwischen 442 und 444/446
- Verbindungsweg zwischen Peter-Hille-Straße und Emrichstraße: 100 Meter von Emrichstraße 19 und 27 zur Peter-Hille-Straße 103 und 113a (gegenüber der Ahorm-Schule). Er ist gleichzeitig der Zugang zu den zwischenliegenden Grundstücken.
- Verbindungsweg zwischen Bölschestraße und Albert-Schweitzer-Straße: 60 Meter von Bölschestraße 88 und 89 führt er über das Grundstück 88 zur Albert-Schweitzer-Straße zwischen den Grundstücken Albert-Schweitzer-Straße 58 und (dem durchgehenden Grundstück) Bölschestraße 89 und erschließt die „Friedrichshagener Schule“ hinter den Häusern Albert-Schweitzer-Straße 51, 52, 53.

### Parkanlagen, Freiflächen
- Spreetunnel Müggelsee am Ausgang des Müggelsees von der Joseph-Nawrocki-Straße ab nach Köpenick (Kämmereiheide), der Fernwanderweg E11 führt hindurch.
- Kurpark Friedrichshagen (Lage): Der Park auf zehn Hektar wurde 1880 angelegt als Friedrichshagen klimatischer Luftkurort mit Solequelle im Park war. Im Park hat der Zahn der Zeit genagt. Es gibt einen Spielplatz, den von der Deutschen Bahn AG hergerichteten Eingangsbereich, das Freiluftkino Friedrichshagen im Naturtheater. Vereinsheim, Spielanlagen und Vereinslokal des Tennis-Clubs Orange Weiß. Durch den Park führt der Europawanderweg E11 und der Erpetalwanderweg zum S-Bahnhof.Berliner Stadtplan – POI: Kurpark Friedrichshagen
- Goldmannpark (Lage): eine 10.980 m² große Grünfläche zwischen Steinplatz, Kastanienallee, Scharnweberstraße und Am Goldmannpark mit Baumbestand und einem durchführenden Weg, im Südwesten der Fläche das Museum des Friedrichshagener Dichterkreises.
- Müggelpark (Lage): Größe der eingeschlossenen Fläche 14.734 m² und er bedeckt die Landspitze am Ausgang des Großen Müggelsees Josef-Nawrocki-Straße 24 östlich vom Zugang des Spreetunnels. Kleiner Park mit altem Baumbestand und Plastiken von Theo Balden und Ingeborg Hunzinger (Vater mit Kind 1958). Der Park wurde zwischen 1920 und 1921 angelegt. Mit Dampferanlegestelle, Restaurants, Biergärten, Bänken.[41]
- Hirschgartendreieck (Lage): die Waldfläche am westlichen Zusammenlauf von Müggelsee- und Fürstenwalder Damm mit mehreren Wegen, dem Sportplatz und dem Speichermagazin der Staatsbibliothek am Ostrand, 800 Meter am Fürstenwalder Damm und etwa 1150 Meter am Müggelseedamm entlang.
- Krummendammer Heide: Teilgebiet des Berliner Forsts im Ortsteil nördlich der Ortslage und westlich vom Wasserwerk bis Rahnsdorfer Grenze hin, mit der Revierförsterei Friedrichshagen an der Dahlwitzer Landstraße.
- Landschaftsschutzgebiet Erpetal: Das Erpetal ist eines der wenigen erhaltenen Fließtäler in Berlin. Es liegt zwischen den S-Bahnhöfen Köpenick und Friedrichshagen. Durch das Erpetal schlängelt sich das Neuenhagener Mühlenfließ (Erpe). Mehrere Wassermühlen wurden hier betrieben, wie die Ravensteiner Mühle, die Heidemühle, die Krummendammer Mühle und die Neuenhagener Mühle. Das Neuenhagener Mühlenfließ wurde im Mittelalter aus der Erpe, die während der letzten Eiszeit entstand, künstlich zu einem schneller fließenden Gewässer umgestaltet. Ein alter Arm der Erpe verläuft noch parallel zum Neuenhagener Mühlenfließ. Das Erpetal wurde 1957 zum Landschaftsschutzgebiet erklärt. Der Erpewanderweg ist Teil des Fernwanderwegs E11.
- Müggelspree vom Ausgang des Großen Müggelsees bis an die Köpenicker Ortsteilgrenze vor der Mündung des Neuenhagener Mühlenfließes.
- Zum Ortsteil gehört der Nordwesten des Großen Müggelsees bis zum Abfluss in die Müggelspree. Die 168 Hektar Friedrichshagener Seefläche sind etwa 22 Prozent der Gesamtfläche.
- Forstamt Köpenick, Revierförsterei Friedrichshagen (49876): Landesforstamt Berlin und das Forstamt Köpenick liegen auf der Ostseite der Dahlwitzer Landstraße 4 (Ecke Schöneicher Straße). Die Revierförsterei liegt im Jagen 304 auf der Westseite der Dahlwitzer Landstraße 181.